# Joshua Rowley
Sir Joshua Rowley, 1. baronet Rowley z Tendringu (Sir Joshua Rowley, 1st Baronet Rowley of Tendring) (1. května 1734, Dublin, Irsko – 26. února 1790, Tendring Hall, Anglie) byl britský admirál. U námořnictva sloužil od dětství a jako syn velkoadmirála Williama Rowleye byl již v osmnácti letech kapitánem Royal Navy. V Evropě a v zámoří byl významným účastníkem válek druhé poloviny 18. století. V roce 1783 byl povýšen do šlechtického stavu a v roce 1787 dosáhl hodnosti viceadmirála.

## Kariéra
Pocházel z anglické rodiny usazené od 17. století v Irsku, byl mladším synem admirála Williama Rowleye (1690–1768). V námořnictvu sloužil od dětství a již v deseti letech byl účastníkem bitvy u Toulonu (1744). Pod velením svého otce dosáhl již v roce 1747 hodnosti poručíka, od roku 1752 byl kapitánem. Vynikl během sedmileté války (bitva u Cartageny, 1758), poté se připojil k admirálu Ansonovi a pod jeho velením operoval v Lamanšském průlivu. Při neúspěšném pokusu o vylodění v Bretani byl zraněn a padl do francouzského zajetí. Po propuštění se s admirálem Hawkem zúčastnil bitvy u Quiberonu (1759). Zbytek sedmileté války strávil v Karibiku, kde úspěšně chránil britské obchodní lodě proti francouzským útokům. Později se s admirálem Keppelem zúčastnil války proti USA a v roce 1779 dosáhl hodnosti kontradmirála. Pod velením admirála Rodneye bojoval v bitvách o Grenadu a Martinik (1779–1780). Závěr aktivní kariéry strávil jako vrchní velitel na Jamajce (1782–1783). Po návratu do Anglie získal titul baroneta (1783) a nakonec byl povýšen na viceadmirála (1787).

## Rodina
Titul baroneta byl odvozen od názvu panství Tendring Hall v Suffolku, které jeho otec koupil v roce 1750. Joshua Rowley zde nechal postavit zámek, který byl sídlem jeho rodiny až do 20. století.
V roce 1759 se oženil se Sarah Burtonovou (1734–1812), dcerou Bartholomewa Burtona, poslance Dolní sněmovny a guvernéra Bank of England. Měli spolu sedm dětí. Nejstarší syn Sir William Rowley (1761–1832) byl dědicem titulu, majetku a dlouholetým poslancem Dolní sněmovny. Druhý syn Bartholomew Rowley (1764–1811) byl viceadmirálem a zemřel jako velitel na Jamajce. Admirálem byl také nejmladší syn Sir Charles Rowley (1770–1845). Dcera Philadelphia (1763–1855) byla manželkou admirála Sira Charlese Cottona.
Clothworthy Rowley (1731–1805), Joshův starší bratr, byl dlouholetým poslancem irského parlamentu a poté krátce členem Dolní sněmovny. Jeho synové Josias Rowley (1765–1842) a Samuel Campbell Rowley (1774–1846) sloužili u námořnictva a dosáhli také admirálských hodností.